# Фанеска
Фанеска (исп. Fanesca) — традиционный эквадорский пасхальный суп. Это наполненное символизмом блюдо — эквадорская традиция, его готовят в знак благодарности Богу за предоставленную еду и благословение. Двенадцать ингредиентов, зёрен и бобов, символизируют двенадцать апостолов Иисуса (в некоторых толкованиях, каждый ингредиент — конкретного святого), а сушеная треска бакальяу символизирует самого Иисуса. Блюдо также встречается в Колумбии и Боливии.

## История
Коренные жители Эквадора. в доколумбовую эпоху праздновали Мучук Нина (День нового огня) в сезон, соответствующий марту, и жарили на гриле нежные молодые зерна с андскими тыквами, используя дары нового урожая. Мушук Нина отмечался в ознаменование равноденствия (солнцестояния), когда солнце занимает перпендикулярное положение на линии равноденствия, стирая все тени. Коренные жители готовились к этому фестивалю, соблюдая пост и воздерживаясь от сексуальной активности. Кулинарное блюдо коренных жителей с нежными зернами и андскими тыквами в День Нового огня стало известно на языке кечуа как Учукута, что означает зёрна, приготовленные с перцем чили и травами, вероятно, в сопровождении мяса дикой морской свинки. В период колонизации и крещения, испанцы смешали католические символы с местными верованиями. В случае Страстной недели испанцы объединили празднование смерти, страстей и воскрешения Иисуса Христа с местным ритуалом Мучук Нина, и создали блюдо на основе молодых зёрен, которое под влиянием завоевателей стало включать другие зерновые, молочные продукты, а также соленую и сушеную рыбу. Испанцы добавили в рецепт фасоль, чечевицу и горох, что усилило торговлю между горами и берегом, распространив также такие продукты, как бананы, арахис и рыбу в горных районах.
К XIX веку Кито уже праздновал Страстную неделю с блюдом, известным как фанеска, которое стало важным компонентом мероприятия. Самое старое упоминание рецепта фанески, возможно, относится к 1882 году и содержится книге «Руководство повара» Хуана Пабло Санца.
В настоящее время фанеска наиболее популярен в северных высокогорьях Эквадора. Его популярность снижается к югу и Прибрежному региону. Провинция Манаби — это место, где фанеска имеет наименьшее значение

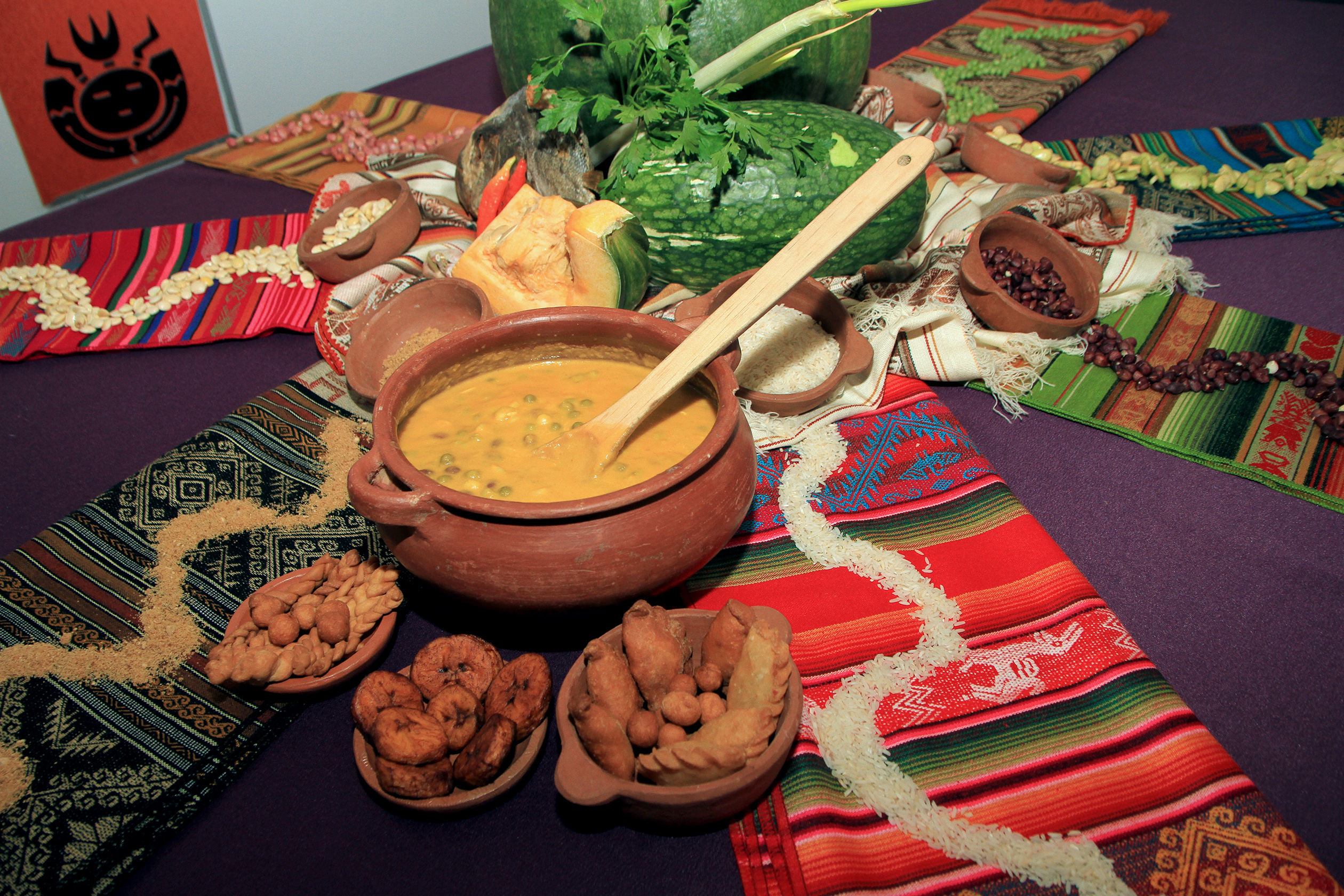

.

## Ингредиенты и приготовление
Компоненты фанески и способ его приготовления различаются в зависимости от региона или даже от одной семьи к другой. Обычно его готовят и подают только за неделю до Пасхи (Страстную неделю). Приготовление супа трудоемкое.
Это густой суп, основными ингредиентами которого являются тыква фиголистная (самбо), тыква обыкновенная (сапалло) и двенадцать различных видов фасоли и злаков, включая чочо (люпин), фасоль (хабас), чечевицу, горох, кукурузу, арахис и другие, вместе с соленой треской (бакалао), приготовленной в молоке, из-за католического религиозного запрета на красное мясо во время Страстной недели. Его также обычно украшают сваренными вкрутую яйцами, жареными бананами, зеленью, петрушкой и иногда эмпанадас де вьенто (эмпанадас с жареным сыром по-эквадорски).
Фанеску обычно едят в полдень, что обычно является основным приемом пищи в эквадорской культуре. Приготовление и употребление фанески считается общественным или семейным занятием.